# Aleksander Bocheński
Aleksander Adolf Bocheński (ur. 6 sierpnia 1904 w Czuszowie, zm. 12 stycznia 2001 w Warszawie) – polski eseista, publicysta, tłumacz i polityk. Był czołowym ideologiem ruchu mocarstwowego i prometejskiego w Polsce międzywojennej, później projektów kolaboracji w okresie II wojny światowej, autorem koncepcji środowiska katolików postępowych w Polskiej Rzeczpospolitej Ludowej. Członek Rady Krajowej PRON od 1983 do 1987. Autor Dziejów głupoty w Polsce (1947).

## Życiorys
Pochodził z rodziny ziemiańskiej o bogatych tradycjach patriotycznych. Pradziadek Tadeusz Bocheński brał udział w kampaniach napoleońskich i odznaczył się w bitwie nad Berezyną. Dziadek Franciszek Bocheński za udział w powstaniu styczniowym, w którym był naczelnikiem cywilnym powiatu opoczyńskiego, został zesłany na cztery lata do Presny. Ojciec Adolf był doktorem ekonomii politycznej, prezesem Związku Ziemian powiatu brodzkiego, ochotnikiem w wojnie polsko-bolszewickiej. Matka Małgorzata z Dunin-Borkowskich udzielała się społecznie – była założycielką Towarzystwa Szkoły Ludowej w powiecie brodzkim, autorką żywotów świętych Zakonu Karmelitańskiego, którego była tercjarką.
Młodszy brat Aleksandra Bocheńskiego, Adolf Maria Bocheński to myśliciel polityczny okresu międzywojennego. Z kolei najstarszy z trzech braci Józef Maria Bocheński OP służył jako ochotnik w wojnie polsko-bolszewickiej, był światowej sławy filozofem, sowietologiem, był profesorem i rektorem Uniwersytetu w szwajcarskim Fryburgu. Siostra Olga została odznaczona medalem Sprawiedliwy wśród Narodów Świata przyznawanym przez Instytut Jad Waszem.
Aleksander Bocheński rozpoczął edukację w rodzinnej Ponikwie, do której Bocheńscy przenieśli się w 1907. Tam też nauczył się języka francuskiego. W 1923 złożył egzamin maturalny w III Gimnazjum Klasycznym im. Stefana Batorego we Lwowie. Na studia wyjechał do Belgii, gdzie w Państwowym Instytucie Rolniczym w Gembloux (Institut Agronomique de l'Etat) uzyskał dyplom inżyniera (1928). Po powrocie do kraju został współwłaścicielem i przedstawicielem handlowym Ponikiewskich Zakładów Przemysłowych.
W latach 1927–1928 wraz z bratem Adolfem redagował i wydawał „Głos Zachowawczy” o konserwatywnym, piłsudczykowskim i antysowieckim obliczu ideowym. Publikował również w „Słowie Polskim”, związanym ze Związkiem Ludowo-Narodowym oraz w „Kurierze Lwowskim”, piśmie Stronnictwa Narodowego. W 1932 przyjął zaproszenie red. Jerzego Giedroycia do współpracy z „Buntem Młodych”, przemianowanym w 1937 na „Politykę”. Aleksander Bocheński był współtwórcą koncepcji ideowych tego środowiska, rzecznikiem zespołu redakcyjnego w kwestii ukraińskiej. W 1933 znalazł się we władzach Zjednoczenia Zachowawczych Organizacji Politycznych (obok Eustachego Sapiehy, Zdzisława Lubomirskiego, Jana Bobrzyńskiego). W II połowie lat 30. mocarstwowcy zwrócili się jednak w stronę młodszego pokolenia działaczy politycznych. Ten kierunek akcentował w swych publikacjach właśnie Aleksander Bocheński. Tendencje te znalazły formalny wyraz m.in. w powołaniu przez Jerzego Brauna Komitetu Prasy Młodych, w którym obok „Buntu Młodych” uczestniczyły: „Awangarda Państwa Narodowego”, „ABC”, „Falanga”, „Jutro Pracy”, „Zet” czy „Biuletyn Polsko-Ukraiński”.
Jako reprezentant idei mocarstwowej Bocheński projektował rozbiór ZSRR dokonany w sojuszu z mniejszościami słowiańskimi, który miał przywrócić niepodległość republikom zintegrowanym politycznie z organizmem radzieckim. Osłabione w taki sposób radzieckie państwo nie stanowiłoby więcej zagrożenia dla wschodniej granicy Rzeczypospolitej, Polska zaś stałaby się naturalnym centrum i orędownikiem interesów słowiańskiej wspólnoty etniczno-geograficznej. Postulował stworzenie mniejszości ukraińskiej szerszych podstaw dla swobód kulturalnych, licząc na jej poparcie w wojnie z Rosją. Był zwolennikiem monarchii, stojąc zaś na gruncie konstytucji kwietniowej, domagał się szerszego wykonania jej ducha. Wspierał program gospodarczy dr S. Klimeckiego zakładający daleko posuniętą interwencję państwa w celu zapewnienia redystrybucji dochodu narodowego, by wyeliminować bezrobocie. W zakresie jego międzywojennej refleksji wyróżnić można wiele wpływów i recepcji, np. Juliana Ursyna Niemcewicza, Michała Bobrzyńskiego, Józefa Piłsudskiego, Jana Kucharzewskiego czy Olgierda Górki.
W kampanii wrześniowej w 1939 Aleksander Bocheński walczył w 22 pułku ułanów Karpackich. Przez kilka miesięcy więziony przez NKWD w Brodach, następnie zwolniony. Wyjechał do Krakowa, gdzie związał się z sanacyjną grupą „Wawel”, która wraz z kilkoma innymi organizacjami uczestniczyła w tworzeniu Konfederacji Narodu (KN). Podczas II wojny światowej najbliżej współpracował z Adamem Ronikierem oraz Radą Główną Opiekuńczą, choć formalnie nie należał do tej organizacji. Uczestniczył w negocjacjach prowadzonych z inicjatywy indywidualnej, jak również z ramienia AK i Delegatury Rządu z OUN-B. Negocjował zaprzestanie przez tę formację mordów na ludności polskiej. W 1944 był liderem w rozmowach grupy krakowskiej ze stroną niemiecką (sierpień-wrzesień) dotyczących powstania warszawskiego, mających na celu jeśli nie zawieszenie broni pomiędzy walczącymi, to wycofanie oddziałów rosyjskich Kamińskiego oraz umożliwienie ewakuacji ludności cywilnej wraz z dobytkiem. Po upadku powstania wszedł w skład Biura Studiów powołanego w październiku 1944 w Krakowie przez Adama Ronikiera jako zalążek kolaboracyjnego samorządu polskiego, który miał organizować aprowizację dla Trzeciej Rzeszy w ostatniej fazie wojny pod hasłem ratowania Polski przed komunizmem. Jego memoriały i listy krążące w środowisku RGO nie zachowały się w archiwach tej instytucji.
W 1945 pozostał w Krakowie. W kwietniu doprowadził do spotkania przedstawicieli środowisk katolickich oraz byłych żołnierzy KN z Jerzym Borejszą. Rozmowy miały na celu zorganizowanie grupy inteligencji, która pełniłaby rolę prawicowej opozycji, stojącej na gruncie przymierza polsko-radzieckiego. Pracował bowiem, od jesieni 1944, nad wskrzeszeniem tradycji ugody wypracowanych w Królestwie Polskim i Galicji, gdyż projektował wybuch kolejnej wojny światowej (trzeciej). Stawiał przy tym na sojusz z Rosją, wskazując na paralelizm między zaistniałą sytuacją geopolityczną a tą z lat 1905–1914–1917. Bocheński zaproponował Jerzemu Borejszy, by na czele takiej opozycji postawić Bolesława Piaseckiego, co miało uwiarygodnić tę inicjatywę w środowiskach o proweniencji narodowej. W październiku ukonstytuował się więc zespół osób wokół tygodnika „Dziś i Jutro”, będący zalążkiem stowarzyszenia „PAX”.
W 1945 objął funkcję dyrektora Browarów Okocimskich (do grudnia 1955). Był przy tym posłem grupy „Dziś i Jutro” na Sejm Ustawodawczy w latach 1947–1952. Dyskutując w Sejmie porozumienie zawarte z Czechosłowacją w marcu 1947, zaprezentował zagadnienie w kategoriach słowiańskich koncepcji politycznych Romana Dmowskiego, wobec czego postawiono mu zarzuty o „przedwojenny faszyzm w Polsce”. W jego obronie stanął wówczas m.in. Stanisław Grabski, celnie odczytując intencje Aleksandra Bocheńskiego, o którym mawiano „niezależny poseł w zależnym od Stalina Sejmie”. Również w okresie 1950–1952, kiedy to na polu kultury triumf święcił stalinizm, Aleksander Bocheński próbował akcentować intelektualną niezależność. Za artykuły poświęcone zachodnioeuropejskiej historiozofii (Gonzague de Reynold, Arnold Toynbee, Henri Pirenne), spotkała go surowa krytyka (1953). Uznano, iż tego rodzaju tekstami toruje drogę zachodnio-amerykańskiemu imperializmowi.
W latach 1952–1956 Aleksander Bocheński był zastępcą posła. Był członkiem Związku Literatów Polskich (od 1956), Stowarzyszenia Dziennikarzy Polskich (od 1964), Societe Suisse des Bibliophiles (od 1978), Towarzystwa Przyjaciół Książki (członek od 1962, prezes Zarządu Głównego od 1975). W 1964 roku podpisał list pisarzy polskich, protestujących przeciwko listowi 34, wyrażając protest przeciwko uprawianej na łamach prasy zachodniej oraz na falach dywersyjnej rozgłośni radiowej Wolnej Europy, zorganizowanej kampanii, oczerniającej Polskę Ludową. Systematycznie współpracował z periodykami wydawanymi przez „PAX” takimi jak np. „Dziś i Jutro”, „Słowo Powszechne”, „Kierunki”, „Życie i Myśl”, publikował jednocześnie w „Tygodniku Powszechnym”. W 1962 wybrano go na członka Zarządu Głównego stowarzyszenia „PAX”. Pełnił tę funkcję nieprzerwanie do 1985.
Bocheński był laureatem wielu nagród, m.in. kilku nadanych przez Ministra Kultury i Sztuki za książki o dziejach przemysłu polskiego oraz nagrody im. Pietrzaka, wszedł także w skład jej kapituły. W 1957, gdy przedstawiał laureata tej nagrody płk Adama Borkiewicza, za książkę o powstaniu warszawskim, powiedział: naród musi się kierować polityką najbardziej zimną, beznamiętną, ostrożną i odpowiedzialną. Jeśli mimo tej ostrożności i odpowiedzialności sytuacja wymagać będzie od narodu, od jego sił zbrojnych walki – wtedy ofiarę złożyć musi dane pokolenie z zupełną gotowością i jednomyślnością. 
Jednym z najbardziej kontrowersyjnych epizodów w działalności Bocheńskiego jest poparcie, jakie udzielił gen. Jaruzelskiemu w latach osiemdziesiątych, opowiadając się za stanem wojennym oraz wchodząc w skład Patriotycznego Ruchu Odrodzenia Narodowego (był członkiem jego Tymczasowej Rady Krajowej w latach 1982–1983 i Rady Krajowej w latach 1983–1987). Aktywność Bocheńskiego w PRON nie miała wymiaru ścisłego zaangażowania organizacyjnego. Bocheński chętniej na łamach prasy pochwalał jego koncepcje i postulował kierunki działania, niż zabierał głos na gremialnych posiedzeniach. Z czasem zdawał się być rozczarowany działalnością Ruchu, który nie potrafił spełnić roli, jaką mu stawiał – konstruktywnej opozycji i pomostu pomiędzy władzą a obywatelami. Było to zapewne powodem faktu, że podczas II Kongresu PRON nie kandydował do Rady Krajowej. Niemniej, Bocheński generalnie aprobował wprowadzenie stanu wojennego, uznając, że zapobiegł on zupełnej anarchizacji stosunków wewnętrznych oraz sowieckiej interwencji. Porównywał działania gen. Jaruzelskiego do przewrotu majowego, którego był zwolennikiem. „Solidarność” krytykował za lekceważenie realiów geopolitycznych i ekonomicznych. Z drugiej strony występował z ostrą krytyką koncepcji rozwiązania problemów polskiej gospodarki realizowanych w latach osiemdziesiątych, uznając je za oderwane od rzeczywistości.
W PRL Aleksander Bocheński reprezentował kierunek o implikacjach ideowych oświeceniowo-pozytywistycznych i narodowych (czerpał m.in. ze Stanisława Staszica, Stanisława Koźmiana, Romana Dmowskiego, Stanisława Szczepanowskiego). W 1987 pisał, że „mimo że nie każda grupa i nie każdy obywatel może mieć wpływ na rząd – (…) temu rządowi należy okazać szacunek i lojalność. Obywatele muszą być zgodni w tym, że interes państwa, przyszłość kraju wymaga szacunku dla władzy”. W myśl tych przekonań uznawał inspiratorów powstań listopadowego i styczniowego za „grabarzy Polski Niepodległej”. Przed- i powojenną refleksję historyczno-polityczną Aleksandra Bocheńskiego łączył w pewien sposób wpływ „republikańskiego konserwatysty” Kazimierza Waliszewskiego. Waliszewski bowiem podnosił etniczno-geograficzną konieczność solidarności wszechsłowiańskiej wskazując, że naturalnym dlań ogniskiem była Polska. Podkreślał jednakowoż, iż wraz ze słabnięciem mocarstwowego statusu Rzeczypospolitej, rolę tę przejęła Rosja. Wyróżnił tu stanowisko Katarzyny II, zyskując przez to miano jej apologety. Takie też miano zyskał po 1945 Bocheński, który podjął próbę pogodzenia przedwojennej tezy o mocarstwowym panslawizmie z tezą o wciąż aktualnym prymacie rosyjskim w świecie słowiańskim. Myśl wykwitła na podstawie antyrosyjskiego radykalnego konserwatyzmu o pewnych implikacjach romantycznych, uległa mutacji zobiektywizowanej w aurze realizmu politycznego – formuły patriotycznej genezą sięgającej okresu po powstaniu styczniowym, którą pisarz wykorzystał m.in. w celu rewaloryzacji historycznej roli Szczęsnego Potockiego. Od początku lat 60. tego rodzaju akcenty ustąpiły miejsca formułom wewnątrznarodowego aktywizmu. Odtąd, w ujęciu Bocheńskiego, współzawodnictwo między narodami „toczącymi walkę o byt” znajdować miało rozwiązanie na drodze postępu naukowo-ekonomiczno-technologicznego. Zwrot ten znaczył również szereg przedsięwzięć mających na celu nadanie autorytaryzmowi gomułkowskiemu, gierkowskiemu i „jaruzelszczyźnie” bardziej narodowego charakteru w znacząco artykułowanej opozycji do stalinowskiego totalitaryzmu. W tym kontekście pojawiały się oceny, charakteryzujące postawę Aleksandra Bocheńskiego (oraz wielu czołowych postaci z „PAX-u”), w kategoriach świadomie uprawianego wallenrodyzmu (którego celem miała być władza po upadku komunistów). Opinie takie wyrażano przed i po 1989 (np. M. Dąbrowska, Z. Siemiątkowski). Bocheński uczestniczył w wielu dyskusjach toczonych w PRL przez szereg intelektualistów, a jego polemistami były m.in. takie postacie jak Leszek Kołakowski, Maria Janion czy Józef Chałasiński.
Po 1989 jego działalność stopniowo zanikała, na co duży wpływ miał bez wątpienia podeszły wiek. Współpracował przy realizacji filmu pt. Reakcjonista (1996, reż. Grzegorz Braun), który był poświęcony osobie Stanisława Cat-Mackiewicza. Wszedł także w skład Rady Programowej tygodnika „Myśl Polska”. Przyjmował przy tym szereg gości głodnych niecodziennych doświadczeń intelektualnych wynikłych ze spotkania w dyskusji z poglądami zawsze niepopularnymi. Bocheński bywał bowiem mocno krytykowany zarówno w II Rzeczypospolitej, jak i w PRL oraz po 1989 mimo zmierzchu swojej aktywności.

## Wybrane prace Aleksandra Bocheńskiego
(w porządku chronologicznym)
- Tendencje samobójcze narodu polskiego (wraz z Adolfem Bocheńskim), Lwów 1925.
- Interes Państwa, „Bunt Młodych” 1933, nr 38.
- O wielki front antykryzysowy, „Bunt Młodych” 1933, nr 46.
- Oskarżamy „Wiadomości Literackie”, „Bunt Młodych” 1934, nr 5.
- List do Narodowców, „Bunt Młodych” 1935, nr 12–13.
- Mocarstwowość i marksizm, „Bunt Młodych” 1936, nr 9.
- Młoda Polska postąpi jak młoda Japonia, „Bunt Młodych” 1936, nr 11.
- List do Braci Rumunów, „Bunt Młodych” 1938, nr 7.
- Problem polsko-ukraiński w Ziemi Czerwieńskiej (razem z Włodzimierzem Bączkowskim i Stanisławem Łosiem), Warszawa 1938.
- Na marginesie mowy Hitlera, „Polityka” 1939, nr 11.
- „Tygodnik Powszechny” R. 1946 – R. 1952.
- „Słowo Powszechne” R. 1947.
- Dzieje głupoty w Polsce. Pamflety dziejopisarskie, wyd. 1–4, Warszawa 1947, 1988, 1988, 1996.
- „Kwartalnik Historyczny” R. 1953.
- Miłość i nienawiść La Rochefoucauld, Warszawa 1962.
- Naród polski na rozdrożu: racjonalizm i romantyzm, „Kierunki” 1963, nr 51/52.
- Czy nowy podział na ludzi i małpy?, wyd.: Instytut Wydawniczy „PAX”, Warszawa 1965, wydanie I, nakład 1500+350 egz., ss. 195.
- Wędrówki po dziejach przemysłu polskiego, Warszawa t. 1–3, 1966–1971.
- Inteligencji polskiej Księgi Genesis, „Życie i Myśl” 1967, nr 1–3
- Rzecz o psychice narodu polskiego, Warszawa 1971, 1986.
- Tropem polskiej techniki, Wydawnictwo Interpress, Warszawa 1971, wydanie I, nakład 7000+260 egz., ss. 103.
- Dygresje o wyższej i niższej kulturze, Warszawa 1972.
- Materiały do kroniki rodziny Bocheńskich, Fryburg Szwajcarski 1981.
- Niezwykłe dzieje przemysłu polskiego, Krajowa Agencja Wydawnicza (KAW), Warszawa 1985, wydanie I, ss. 140.
- Rozmyślania o polityce polskiej, Warszawa 1987.

## Tłumaczenia dokonane przez Bocheńskiego
- Pamiętniki kardynała Retza, Warszawa 1958.
- Pamiętniki Saint-Simona, Warszawa 1961.

## Wybrane publikacje do biografii Bocheńskiego
- Braun J., Katolicyzm a macchiavelizm, „Tygodnik Warszawski” 1948, nr 12.
- Dziewanowski W., O „Dziejach głupoty w Polsce”, „Teki Historyczne” (Londyn) 1948, nr 2.
- Kętrzyński W., Na przełomie 1944–1945, „Więź” 1967, nr 10.
- Kisiel (Kisielewski S.), Bez dogmatu. Bocheński i Bocheńscy, „Tygodnik Powszechny” 1975, nr 39.
- Matłachowski J., Kulisy genezy powstania warszawskiego, Londyn 1978.
- Król M., Style politycznego myślenia. Wokół „Buntu Młodych” i „Polityki”, Paryż 1979.
- Mackiewicz J., Zwycięstwo prowokacji, Londyn 1983.
- Dudek A., Pytel G., Bolesław Piasecki. Próba biografii politycznej, Londyn 1990.
- Kisiel, Abecadło, Warszawa 1990.
- Giedroyc J., Autobiografia na cztery ręce, Warszawa 1994.
- Z. Przetakiewicz, Od ONR-u do PAX-u, Warszawa 1994.
- Ronikier A., Pamiętniki, Kraków 2001.
- Tomczyk R., Myśl Mocarstwowa. Z dziejów młodego pokolenia II Rzeczypospolitej, Szczecin 2008.
- Orzełek A., Poszukiwanie modelu realizmu politycznego. Myśl i publicystyka Aleksandra Bocheńskiego, Lublin 2019.

## Odznaczenia
- Krzyż Komandorski z Gwiazdą Orderu Odrodzenia Polski (1999 r.)
- Krzyż Komandorski Orderu Odrodzenia Polski (1984)
- Krzyż Oficerski Orderu Odrodzenia Polski (1977)
- Krzyż Kawalerski Orderu Odrodzenia Polski (1964)
- Medal 30-lecia Polski Ludowej (1974)
- Medal 40-lecia Polski Ludowej[12]
- Zasłużony Działacz Kultury (1976)
- Odznaka tytułu honorowego „Zasłużony dla Kultury Narodowej” (1987)[13]
- Złota Honorowa Odznaka Narodowej Organizacji Technicznej (1979)